# Турски полумесец
Турски полумесец е музикален перкусионен инструмент от групата на металните идиофонни инструменти. Има турски произход.

## Устройство
Инструментът се състои от дълга метална тръба с прикрепени към нея малки метални звънчета. Той е украсен и богато орнаментиран с различни ориенталски и турски символи. В зависимост от района, в който се използва, те имат различни вариации, но трите основни орнамента са голям метален полумесец (откъдето идва и названието на инстумента), метален конус и пискюли от памучни върви или конци.

## Употреба
Турският полумесец е характерен за военните духови оркестри и маршовите оркестри. Използва се в Турция, всички тюркоезични републики и централна Азия. В Европа има слабо приложение, а в България може да бъде видян в гвардейския духов оркестър по време на маршировка. В класическата музика се използва от Хайдн в симфония N100, Бетовен в 9-а симфония във финала, Римски-Корсаков в Испанско капричио, и др.